# Усть-Тосненська (платформа)
Усть-Тосненська — залізнична платформа Санкт-Петербурзького відділення Жовтневої залізниці. Розташована в Колпінському районі Санкт-Петербурга в безпосередній близькості від межі з Кіровським районом  Ленінградської області, за 29 км від Санкт-Петербург-Московський. Знаходиться біля Петрозаводського шосе.
Має дві берегові платформи, що дозволяють приймати електропотяги завдовжки до 12 вагонів. Деякі електропотяги не мають зупинки на цій станції, через малий пасажирообіг. Станцією, в основному, користуються співробітники розташованого поблизу меблевого комбінату. Квиткова каса відсутня.
| Попередня станція | Лінія | Лінія                         | Лінія | Наступна станція |
| ----------------- | ----- | ----------------------------- | ----- | ---------------- |
| Саперна           |       | Волховстроївський напрямок ОЗ |       | Іванівська       |